# USS Richmond (CL-9)
USS Richmond (CL-9) là một tàu tuần dương hạng nhẹ thuộc lớp Omaha của Hải quân Hoa Kỳ được đưa ra phục vụ ngay sau Chiến tranh Thế giới thứ nhất. Nó là chiếc tàu chiến thứ ba được đặt cái tên này, theo tên thành phố Richmond thuộc tiểu bang Virginia. Con tàu đã tiếp tục phục vụ trong Chiến tranh Thế giới thứ hai, chủ yếu tại khu vực quần đảo Aleut và Bắc Thái Bình Dương trước khi ngừng hoạt động năm 1945 và bị tháo dỡ năm 1946. Richmond được tặng thưởng hai Ngôi sao Chiến trận do thành tích phục vụ trong Thế Chiến II.

## Thiết kế và chế tạo
Richmond được đặt lườn vào ngày 16 tháng 2 năm 1920 bởi hãng William Cramp & Sons tại Philadelphia, Pennsylvania. Nó được hạ thủy vào ngày 29 tháng 9 năm 1921, được đỡ đầu bởi cô Elizabeth S. Scott; và được đưa ra hoạt động vào ngày 2 tháng 7 năm 1923 dưới quyền chỉ huy của hạm trưởng, Đại tá Hải quân David F. Boyd.

## Lịch sử hoạt động

### Những năm giữa hai cuộc thế chiến
Sau khi hoàn tất chuyến đi chạy thử máy kéo dài ba tháng đi đến tận Châu Âu, Châu Phi và Nam Mỹ, Richmond trải qua đợt hiệu chỉnh sau thử máy, và đã rời Norfolk vào tháng 12 năm 1923 hướng đến New Orleans, nơi nó trở thành soái hạm của Lực lượng Tuần tiễu vào cuối năm 1923.
Vào đầu tháng 1 năm 1924, nó lên đường tham gia cuộc tập trận Vấn đề Hạm đội III thử nghiệm việc phòng thủ khu vực Caribbe và những thiết bị vận chuyển của kênh đào Panama. Vào ngày 19 tháng 1, nó đi đến ngoài khơi Veracruz cứu những người sống sót của chiếc tàu tuần dương Tacoma bị đắm tại bãi san hô Blanquilla; rồi tiếp tục đi đến thường trực tại Tampico khi sự căng thẳng về chính trị leo thang tại México. Đến ngày 26 tháng 1, nó đi đến Galveston, để rồi quay trở lại Mexico vào ngày 3 tháng 2 để di tản những người tị nạn khỏi Puerto Mexico và vận chuyển họ đến Veracruz. Đến ngày 17 tháng 2, nó đi sang phía Đông và tham gia các cuộc tập trận ngoài khơi Puerto Rico.
Sang tháng 5, Richmond quay trở lại New Orleans một thời gian ngắn, rồi di chuyển dọc theo bờ biển Đông Bắc cho các đợt tập trận khác. Vào cuối tháng 7, nó rời Newport, Rhode Island để hoạt động phục vụ dọc theo tuyến đường bay của cuộc thử nghiệm bay vòng quanh thế giới do máy bay Lục quân thực hiện; rồi từ tháng 9 đến tháng 12, nó trải qua đợt đại tu tại Xưởng hải quân New York.

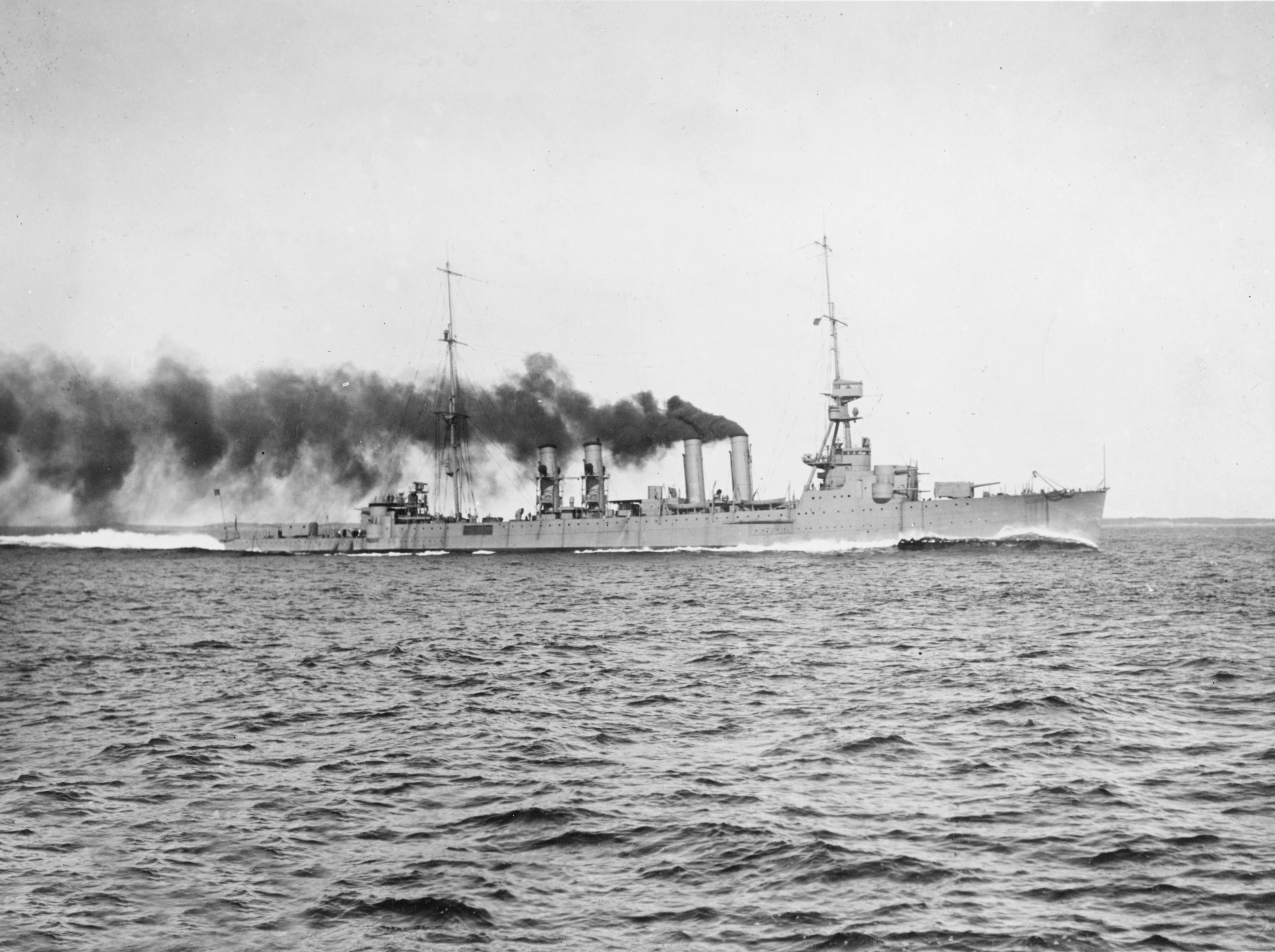
Richmond vào năm 1923 khi chạy thử máy hết tốc đội

Vào tháng 1 năm 1925, trong vai trò soái hạm của Hải đội Tuần dương nhẹ thuộc Hạm đội Tuần tiễu, Richmond tham gia các cuộc tập trận tại vùng biển Caribbe. Sang tháng 2, nó băng qua kênh đào Panama để đến tháng 3 tiến hành huấn luyện ngoài khơi bờ biển California. Vào tháng 4, nó đi đến Hawaii cho một cuộc cơ động phối hợp Lục quân-Hải quân, rồi tham gia Hạm đội Chiến trận cho một chuyến viếng thăm hữu nghị đến Australia và New Zealand.
Quay trở về Norfolk vào ngày 23 tháng 11, Richmond hoạt động ngoài khơi bờ Đông và tại vùng biển Caribbe cho đến hết năm 1926. Đến ngày 1 tháng 2 năm 1927, nó lại băng qua kênh đào Panama để thực hiện các cuộc tập trận tại vùng biển Hawaii, rồi tiếp tục hướng đến Trung Quốc, đến Thượng Hải vào ngày 3 tháng 4. Nó ở lại Trung Quốc trong một năm, với những lần đi đến Philippines để sửa chữa và tập trận. Vào ngày 14 tháng 4 năm 1928, nó quay về Hoa Kỳ, rồi chỉ ba tháng sau lại khởi hành từ San Pedro, California đi đến Corinto, Nicaragua cùng một tiểu đoàn Thủy binh. Đến ngày 25 tháng 7, nó đi qua kênh đào Panama, và trong sáu năm tiếp theo đã hoạt động ngoài khơi bờ biển New England, Đại Tây Dương và Carribe với những đợt luyện tập và tập trận tại khu vực Đông Thái Bình Dương.
Từ tháng 9 năm 1934 đến tháng 12 năm 1937, Richmond hoạt động ngoài khơi bờ Tây Hoa Kỳ trong thành phần của Hạm đội Tuần tiễu. Từ ngày 21 tháng 12, nó trở thành soái hạm của Lực lượng Tàu ngầm, và vào ngày 10 tháng 5 năm 1938, nó đi trở về vùng bờ Đông Hoa Kỳ. Đến ngày 26 tháng 8, nó quay trở lại San Diego, California tiếp nối vai trò trước đó cùng với Lực lượng Tàu ngầm. Vào mùa Đông năm 1939 và mùa Thu năm 1940, nó quay trở lại khu vực Đại Tây Dương cho các cuộc tập trận hạm đội và tàu ngầm, và vào cuối tháng 12 năm 1940, nó bàn giao lại vai trò soái hạm Lực lượng Tàu ngầm.
Đến đầu năm 1941, Richmond chuyển đến Trân Châu Cảng và từ tháng 1 đến tháng 6 đã phục vụ trong vai trò soái hạm của Lực lượng Tuần tiễu. Vào tháng 10, nó tiếp tục ở lại vùng biển Hawaii, hoạt động cùng với Hải đội Tuần dương 3, rồi sau đó quay trở về California, và vào tháng 11 bắt đầu các chuyến tuần tra trung lập dọc theo bờ Tây của châu Mỹ. Khi Nhật Bản bất ngờ tấn công Trân Châu Cảng vào ngày 7 tháng 12, nó đang trên đường đi đến Valparaíso, Chile.

### Chiến tranh Thế giới thứ hai
Được gọi quay trở lại từ nhiệm vụ ban đầu, Richmond tiến hành tuần tra ngoài khơi Panama, và sang năm 1942 đảm trách việc hộ tống các đoàn tàu vận tải tăng cường lực lượng đến các quần đảo Galápagos và Society. Sau đó, nó quay trở lại nhiệm vụ tuần tra trong khu vực từ Panama đến Chile, quay trở về San Francisco để đại tu vào tháng 12, và đến tháng 1 năm 1943 lên đường đi đến quần đảo Aleut.
Richmond đi đến Unalaska vào ngày 28 tháng 1 năm 1943. Ngày 3 tháng 2, nó trở thành soái hạm của Đội đặc nhiệm 16.6, một lực lượng tuần dương-khu trục được giao nhiệm vụ bảo vệ các lối tiếp cận đến Amchitka vừa mới được chiếm đóng. Vào ngày 10 tháng 2, nó chịu đựng đợt không kích đầu tiên của đối phương, và đến ngày 18 tháng 2 đã tham gia vào cuộc bắn phá vịnh Holtz và cảng Chichagof trên đảo Attu. Sau đó lực lượng này tuần tra để phong tỏa các cứ điểm của đối phương trên các đảo Attu và Kiska. Vào ngày 22 tháng 3, phía Nhật quyết định phá vỡ sự phong tỏa khi cho tách ra một lực lượng bao gồm hai tàu tuần dương hạng nặng, hai tàu tuần dương hạng nhẹ, bốn tàu khu trục và ba tàu vận tải khởi hành từ Paramushiro để tiếp tế cho Attu và Kiska. Đội đặc nhiệm 16.6, bao gồm tàu tuần dương hạng nặng Salt Lake City, tàu tuần dương hạng nhẹ Richmond và bốn tàu khu trục, đã ngăn chặn quân Nhật vào ngày 26 tháng 3 ở khoảng cách 290 km (180 dặm) về phía Tây Attu và 160 km (100 dặm) phía Nam quần đảo Komandorski.
Hạm đội Nhật Bản cho tách các tàu vận tải và một tàu khu trục tiếp tục thẳng tiến, trong khi lực lượng còn lại quay mũi đối đầu với đội đặc nhiệm của Richmond, và Trận chiến quần đảo Komandorski mở màn lúc 08 giờ 40 phút. Thoạt tiên nhắm vào Richmond, quân Nhật Nhanh chóng tập trung hỏa lực vào Salt Lake City, chiếc tàu chiến Mỹ duy nhất có tầm bắn đến được đối thủ. Trong cuộc đối đầu kéo dài cho đến giữa trưa, Salt Lake City bị chết đứng giữa biển, nhưng vẫn tiếp tục nổ súng. Richmond đến gần để trợ giúp trong khi các tàu khu trục Mỹ tiếp cận đối phương cho một đợt tấn công bằng ngư lôi. Tuy nhiên, đối phương cũng bị cạn nhiên liệu và đạn dược nên đã không tận dụng được ưu thế; họ đổi hướng quay về phía Tây và bị các tàu khu trục Mỹ đuổi theo. Salt Lake City lấy lại được động lực sau bốn phút, và Richmond tham gia cùng các tàu khu trục, nhưng trận chiến kết thúc khi hạm đội Nhật Bản tách xa khỏi Đội đặc nhiệm 16.6. Các tàu vận tải được gửi đi trước cũng quay trở lại quần đảo Kuril trước khi đến được Attu. Đội đặc nhiệm 16.6 đã hoàn thành được nhiệm vụ phong tỏa.
Vào tháng 5, một cuộc tấn công kéo dài một tuần đã đưa đến kết quả lực lượng Mỹ đã tái chiếm được Attu. Đến tháng 8, Kiska trở thành mục tiêu tiếp theo, và Richmond đã tham gia vào việc bắn pháo chuẩn bị. Việc đổ bộ diễn ra vào ngày 15 tháng 8 mà không gặp phải sự kháng cự, vì quân Nhật đã bí mật triệt thoái khỏi đảo mà không bị phát hiện vào cuối tháng 7, sau khi tình hình đã trở nên tuyệt vọng. Vào ngày 24 tháng 8, Richmond rời khu vực Aleut để đại tu tại Xưởng hải quân Mare Island, rồi quay trở lại Kiska. Cho đến cuối năm, nó tiến hành tuần tra về phía Tây rìa ngoài của quần đảo Aleut. Vào ngày 4 tháng 2 năm 1944, nó bắt đầu các nhiệm vụ bắn phá quần đảo Kuril, vốn tiếp tục tiến hành xen kẻ với các đợt càn quét tàu đối phương cho đến khi chiến tranh kết thúc.
Sau khi Nhật Bản đầu hàng, Richmond bảo vệ cho cuộc chiếm đóng phía Bắc nước này. Nó rời Ominato vào ngày 14 tháng 9 năm 1945 hướng đến Trân Châu Cảng, rồi từ đây lên đường đi Philadelphia để chuẩn bị ngừng hoạt động. Richmond được cho xuất biên chế vào ngày 21 tháng 12, được rút tên khỏi danh sách Đăng bạ Hải quân vào ngày 21 tháng 1 năm 1946, và được bán vào ngày 18 tháng 12 cho hãng Patapsco Scrap Co., tại Bethlehem, Pennsylvania, để tháo dỡ.

## Phần thưởng
Richmond được tặng thưởng hai Ngôi sao Chiến trận do thành tích phục vụ trong Thế Chiến II.
|                           | Bronze star |
| Bronze star · Bronze star |             |

| Huân chương Phục vụ Dương Tử                                            | Huân chương Phục vụ Phòng vệ Hoa Kỳ với 1 Ngôi sao Chiến trận | Huân chương Chiến dịch Hoa Kỳ           |
| Huân chương Chiến dịch Châu Á-Thái Bình Dương với 2 Ngôi sao Chiến trận | Huân chương Chiến thắng Thế Chiến II                          | Huân chương Phục vụ Chiếm đóng Hải quân |